# Moselle Open
Moselle Open je profesionální tenisový turnaj mužů hraný ve francouzských Metách, ležízích v departementu Moselle. Mezi roky 2003–2010 byl známý pod názvem Open de Moselle. Místem konání je Arènes de Metz s instalovanými dvorci s tvrdým povrchem. V letech 2003–2022 se turnaj konal v zářijovém termínu, jenž byl v roce 2023 posunut do závěru sezóny na listopad.  V rámci ATP Tour patří do kategorie ATP Tour 250. 
Do soutěže dvouhry nastupuje dvacet osm tenistů a čtyřhry se účastní šestnáct párů. Nejvyšší počet čtyř singlových titulů získal Francouz Jo-Wilfried Tsonga.

## Přehlad finále

### Dvouhra
| Rok  | vítěz                            | finalista                        | výsledek                         |
| ---- | -------------------------------- | -------------------------------- | -------------------------------- |
| 2003 | Arnaud Clément                   | Fernando González                | 6–1, 1–6, 6–3                    |
| 2004 | Jérôme Haehnel                   | Richard Gasquet                  | 7–6(11–9), 6–4                   |
| 2005 | Ivan Ljubičić                    | Gaël Monfils                     | 7–6(9–7), 6–0                    |
| 2006 | Novak Djoković                   | Jürgen Melzer                    | 6–4, 7–5                         |
| 2007 | Tommy Robredo                    | Andy Murray                      | 0–6, 6–2, 6–3                    |
| 2008 | Dmitrij Tursunov                 | Paul-Henri Mathieu               | 7–6(8–6), 1–6, 6–4               |
| 2009 | Gaël Monfils                     | Philipp Kohlschreiber            | 7–6(7–1), 3–6, 6–2               |
| 2010 | Gilles Simon                     | Mischa Zverev                    | 6–3, 6–2                         |
| 2011 | Jo-Wilfried Tsonga               | Ivan Ljubičić                    | 6–3, 6–7(4–7), 6–3               |
| 2012 | Jo-Wilfried Tsonga (2)           | Andreas Seppi                    | 6–1, 6–2                         |
| 2013 | Gilles Simon (2)                 | Jo-Wilfried Tsonga               | 6–4, 6–3                         |
| 2014 | David Goffin                     | João Sousa                       | 6–4, 6–3                         |
| 2015 | Jo-Wilfried Tsonga (3)           | Gilles Simon                     | 7–6(7–5), 1–6, 6–2               |
| 2016 | Lucas Pouille                    | Dominic Thiem                    | 7–6(7–5), 6–2                    |
| 2017 | Peter Gojowczyk                  | Benoît Paire                     | 7–5, 6–2                         |
| 2018 | Gilles Simon (3)                 | Matthias Bachinger               | 7–6(7–2), 6–1                    |
| 2019 | Jo-Wilfried Tsonga (4)           | Aljaž Bedene                     | 6–7(4–7), 7–6(7–4), 6–3          |
| 2020 | zrušeno kvůli pandemii covidu-19 | zrušeno kvůli pandemii covidu-19 | zrušeno kvůli pandemii covidu-19 |
| 2021 | Hubert Hurkacz                   | Pablo Carreño Busta              | 7–6(7-2), 6–3                    |
| 2022 | Lorenzo Sonego                   | Alexandr Bublik                  | 7–6(7–3), 6–2                    |
| 2023 | Ugo Humbert                      | Alexandr Ševčenko                | 6–3, 6–3                         |
| 2024 | Benjamin Bonzi                   | Cameron Norrie                   | 7–6(8–6), 6–4                    |

### Čtyřhra
| Rok  | vítězové                                        | finalisté                             | výsledek                         |
| ---- | ----------------------------------------------- | ------------------------------------- | -------------------------------- |
| 2003 | Julien Benneteau Nicolas Mahut                  | Michaël Llodra Fabrice Santoro        | 7–6(7–2), 6–3                    |
| 2004 | Arnaud Clément Nicolas Mahut (2)                | Ivan Ljubičić Uros Vico               | 6–2, 7–6(10–8)                   |
| 2005 | Michaël Llodra Fabrice Santoro                  | José Acasuso Sebastián Prieto         | 6–2, 3–6, 6–4                    |
| 2006 | Richard Gasquet Fabrice Santoro (2)             | Julian Knowle Jürgen Melzer           | 3–6, 6–1, [11–9]                 |
| 2007 | Arnaud Clément Michaël Llodra (2)               | Mariusz Fyrstenberg Marcin Matkowski  | 6–1, 6–4                         |
| 2008 | Arnaud Clément (2) Michaël Llodra (3)           | Mariusz Fyrstenberg Marcin Matkowski  | 5–7, 6–3, [10–8]                 |
| 2009 | Colin Fleming Ken Skupski                       | Arnaud Clément Michaël Llodra         | 2–6, 6–4, [10–5]                 |
| 2010 | Dustin Brown Rogier Wassen                      | Marcelo Melo Bruno Soares             | 6–3, 6–3                         |
| 2011 | Jamie Murray André Sá                           | Lukáš Dlouhý Marcelo Melo             | 6–4, 7–6(9–7)                    |
| 2012 | Nicolas Mahut (3) Édouard Roger-Vasselin        | Johan Brunström Frederik Nielsen      | 7–6(7–3), 6–4                    |
| 2013 | Johan Brunström Raven Klaasen                   | Nicolas Mahut Jo-Wilfried Tsonga      | 6–4, 7–6(7–5)                    |
| 2014 | Mariusz Fyrstenberg Marcin Matkowski            | Marin Draganja Henri Kontinen         | 6–7(3–7), 6–3, [10–8]            |
| 2015 | Łukasz Kubot Édouard Roger-Vasselin (2)         | Pierre-Hugues Herbert Nicolas Mahut   | 2–6, 6–3, [10–7]                 |
| 2016 | Julio Peralta Horacio Zeballos                  | Mate Pavić Michael Venus              | 6–3, 7–6(7–4)                    |
| 2017 | Julien Benneteau (2) Édouard Roger-Vasselin (3) | Wesley Koolhof Artem Sitak            | 7–5, 6–3                         |
| 2018 | Nicolas Mahut (4) Édouard Roger-Vasselin (4)    | Ken Skupski Neal Skupski              | 6–1, 7–5                         |
| 2019 | Robert Lindstedt Jan-Lennard Struff             | Nicolas Mahut Édouard Roger-Vasselin  | 2–6, 7–6(7–1), [10–4]            |
| 2020 | zrušeno kvůli pandemii covidu-19                | zrušeno kvůli pandemii covidu-19      | zrušeno kvůli pandemii covidu-19 |
| 2021 | Hubert Hurkacz Jan Zieliński                    | Hugo Nys Arthur Rinderknech           | 7–5, 6–3                         |
| 2022 | Hugo Nys Jan Zieliński (2)                      | Lloyd Glasspool Harri Heliövaara      | 7–6(7–5), 6–4                    |
| 2023 | Hugo Nys (2) Jan Zieliński (3)                  | Constantin Frantzen Hendrik Jebens    | 6–4, 6–4                         |
| 2024 | Sander Arends Luke Johnson                      | Pierre-Hugues Herbert Albano Olivetti | 6–4, 3–6, [10–3]                 |

## Rekordy
| Dvouhra                  | Dvouhra  | Dvouhra                   |
| Rekord                   | Rekord   | držitelé rekordu          |
| ------------------------ | -------- | ------------------------- |
| Nejvíce titulů           | 4        | Jo-Wilfried Tsonga        |
| Nejvíce finále           | 5        | Jo-Wilfried Tsonga        |
| Nejvíce titulů v řadě    | 2        | Jo-Wilfried Tsonga        |
| Nejvíce vyhraných zápasů | 23       | Jo-Wilfried Tsonga        |
| Nejmladší vítěz          | 19 let   | Novak Djoković (2006)     |
| Nejstarší vítěz          | 34 let   | Jo-Wilfried Tsonga (2019) |
| Nejvýše postavený vítěz  | 7. ATP   | Jo-Wilfried Tsonga (2012) |
| Nejníže postavený vítěz  | 185. ATP | Jérôme Haehnel (2004)     |
| Čtyřhra                  |          |                           |
| Nejvíce titulů           | 4        | Édouard Roger-Vasselin    |
| Nejvíce finále           | 7        | Nicolas Mahut             |